# Zakładnik

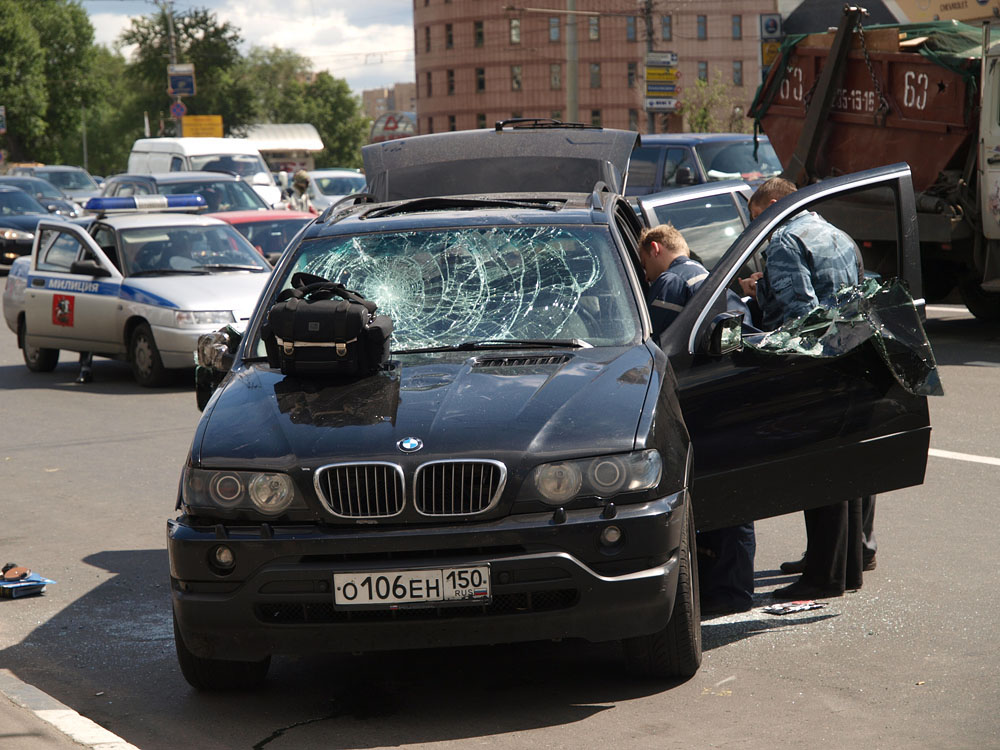
Milicja dokonuje oględzin po wzięciu zakładniczki w Moskwie, która następnie została uwolniona w wyniku ataku (samochód został rozbity, jednak nikt nie ucierpiał), 2008

Zakładnik – osoba przetrzymywana w celu wymuszenia jakichś korzyści, najczęściej majątkowych lub spełnienia postulatów porywaczy.
Międzynarodowa konwencja przeciwko braniu zakładników z 10 grudnia 1979 r. w artykule 1 głosi:
1. Każda osoba, która zatrzymuje lub przetrzymuje i grozi zabiciem, zranieniem albo dalszym przetrzymywaniem innej osoby (zwanej dalej „zakładnikiem”) w celu wymuszenia od strony trzeciej, to jest od państwa, międzynarodowej organizacji międzyrządowej, osoby fizycznej lub prawnej albo grupy osób, działania lub powstrzymania się od jakiegokolwiek działania jako wyraźnego lub dorozumianego warunku zwolnienia zakładnika, popełnia przestępstwo brania zakładników („branie zakładnika”) w rozumieniu niniejszej konwencji.
2. Każda osoba, która:
(a) usiłuje popełnić akt brania zakładnika lub
(b) współuczestniczy w popełnieniu lub usiłowaniu popełnienia aktu brania zakładnika, również popełnia przestępstwo w rozumieniu niniejszej konwencji.
Prócz wymuszenia celem może być zastraszenie ludności jak głosi Międzynarodowa konwencja o zwalczaniu finansowania terroryzmu z 9 grudnia 1999 w art. 2:
1.Przestępstwo w rozumieniu niniejszej konwencji popełnia ten, kto jakimikolwiek środkami, bezpośrednio lub pośrednio, bezprawnie i umyślnie, udostępnia lub gromadzi fundusze z zamiarem ich wykorzystania, lub też mając świadomość, że zostaną one wykorzystane, w całości lub w części, do dokonania: (...) (b) czynu mającego spowodować śmierć lub ciężki uszczerbek na zdrowiu osoby cywilnej, lub innej osoby nieuczestniczącej aktywnie w działaniach wojennych w sytuacji konfliktu zbrojnego, jeśli celem takiego czynu, wynikającym bądź z jego charakteru, bądź z kontekstu, w jakim jest popełniony, jest zastraszenie ludności, albo skłonienie rządu lub organizacji międzynarodowej do dokonania lub do zaniechania określonej czynności.
W polskim prawie wzięcie zakładnika jest zbrodnią zagrożoną karą pozbawienia wolności na czas nie krótszy od lat 3, a jeżeli czyn łączył się ze szczególnym udręczeniem zakładnika - na czas nie krótszy od lat 5 albo karą 25 lat pozbawienia wolności.
Art. 252 Kodeksu karnego z 1997:
§ 1. Kto bierze lub przetrzymuje zakładnika w celu zmuszenia organu państwowego lub samorządowego, instytucji, organizacji, osoby fizycznej lub prawnej albo grupy osób do określonego zachowania się, podlega karze pozbawienia wolności od lat 3 do 20.
§ 2. Jeżeli czyn określony w § 1 łączył się ze szczególnym udręczeniem zakładnika, sprawca podlega karze pozbawienia wolności na czas nie krótszy od lat 5 do 25.
§ 3. Kto czyni przygotowania do przestępstwa określonego w § 1, podlega karze pozbawienia wolności do lat 3.
§ 4. Nie podlega karze za przestępstwo określone w § 1, kto odstąpił od zamiaru wymuszenia i zwolnił zakładnika.
§ 5. Sąd może zastosować nadzwyczajne złagodzenie kary wobec sprawcy czynu określonego w § 2, który odstąpił od zamiaru wymuszenia i zwolnił zakładnika, a stosuje nadzwyczajne złagodzenie kary, jeżeli odstąpienie od zamiaru wymuszenia i zwolnienie zakładnika nastąpiło dobrowolnie.
W razie zwolnienia zastosowanie może mieć rozdział XXIII Kodeksu Przestępstwa przeciwko wolności zwłaszcza art. 189:
§ 1. Kto pozbawia człowieka wolności, podlega karze pozbawienia wolności od 3 miesięcy do lat 5.
§ 2. Jeżeli pozbawienie wolności trwało dłużej niż 7 dni, sprawca podlega karze pozbawienia wolności od roku do lat 10.
§ 2a. Jeżeli pozbawienie wolności, o którym mowa w § 2, dotyczy osoby nieporadnej ze względu na jej wiek, stan psychiczny lub fizyczny, sprawca podlega karze pozbawienia wolności od lat 2 do 12.
§ 3. Jeżeli pozbawienie wolności, o którym mowa w § 1-2a, łączyło się ze szczególnym udręczeniem, sprawca podlega karze pozbawienia wolności na czas nie krótszy od lat 3.

## Konflikty zbrojne

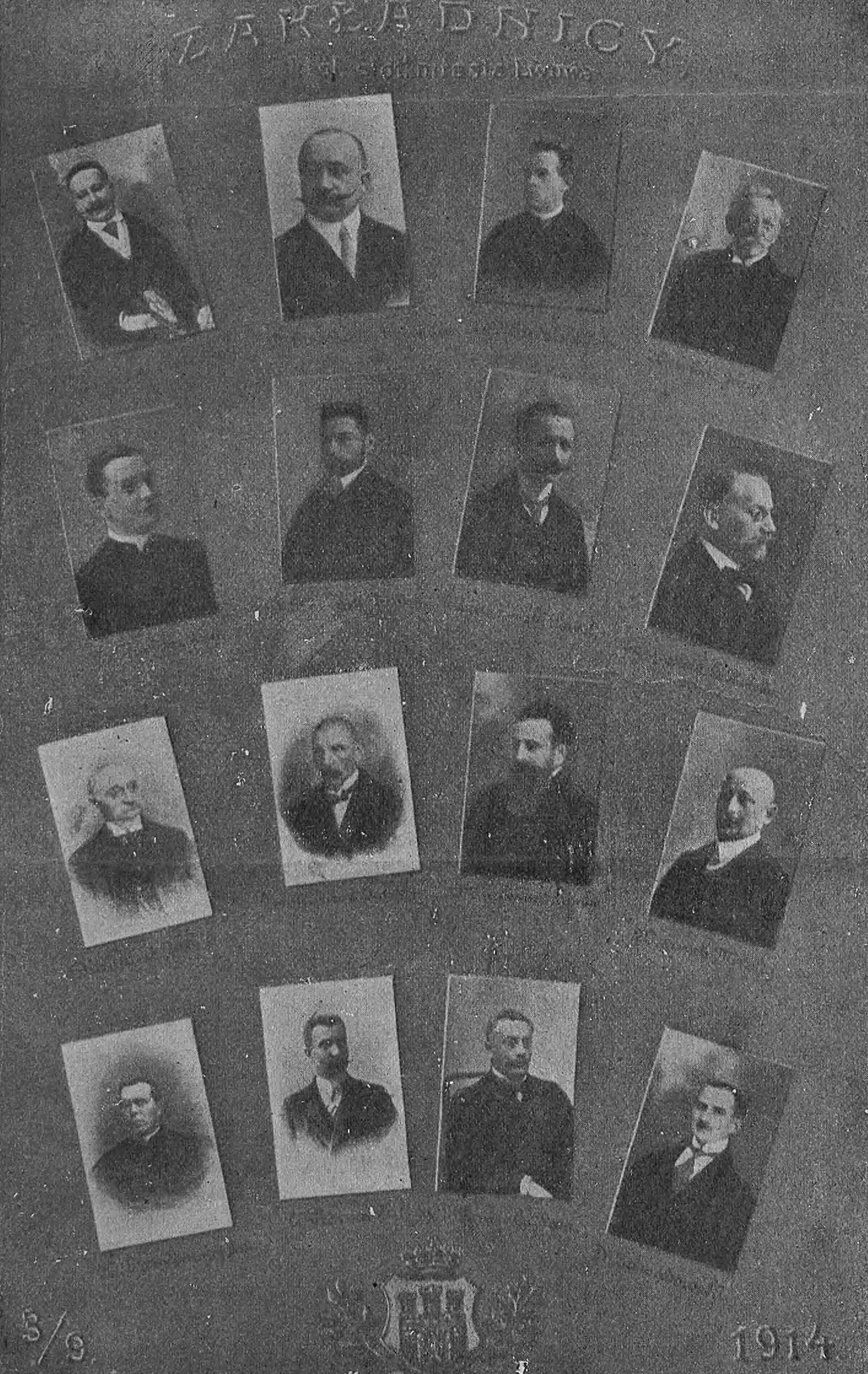
Tablica z podobiznami zakładników miasta Lwowa (wśród nich prezydent Tadeusz Rutowski), wywiezionych z miasta przez Rosjan w 1914

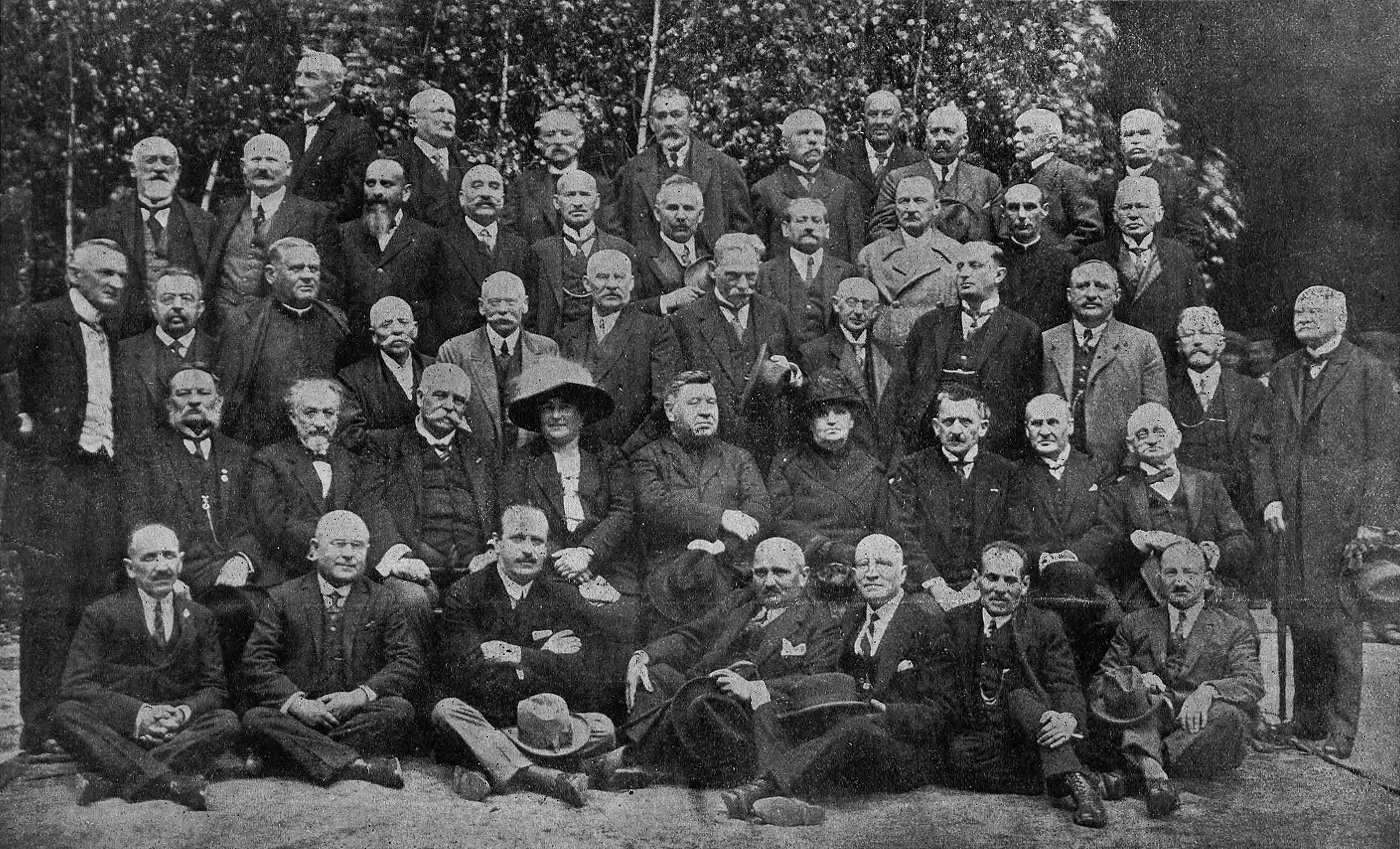
Byli zakładnicy Rosjan podczas spotkania w 1925 we Lwowie

Na wypadek wojny lub konfliktu zbrojnego art. 3 wspólny dla wszystkich czterech konwencji genewskich z 12 sierpnia 1949 postanawia: 
Gdyby na terytorium jednej z Wysokich Umawiających się Stron wybuchł konflikt zbrojny nie posiadający charakteru międzynarodowego, każda ze Stron w konflikcie będzie obowiązana stosować się przynajmniej do następujących postanowień: 1) Osoby nie biorące bezpośredniego udziału w działaniach wojennych, włącznie z członkami sił zbrojnych, które złożyły broń, oraz osoby, które stały się niezdolne do walki z powodu choroby, ran, pozbawienia wolności lub z jakiegokolwiek innego powodu, będą we wszelkich okolicznościach traktowane w sposób humanitarny, bez czynienia żadnej różnicy na ich niekorzyść z powodu rasy, koloru skóry, religii lub wiary, płci, urodzenia lub majątku, ani z żadnych innych analogicznych powodów. W tym celu są i pozostaną zakazane w stosunku do wyżej wymienionych osób w każdym czasie i w każdym miejscu:
a) zamachy na życie i nietykalność cielesną, a w szczególności zabójstwa we wszelkiej postaci, okaleczenia, okrutne traktowanie, tortury i męki;
b) branie zakładników;
c) zamachy na godności osobistą, a w szczególności traktowanie poniżające i upokarzające;
d) skazywanie i wykonywanie egzekucji bez uprzedniego wyroku, wydanego przez sąd należycie ukonstytuowany i dający gwarancje procesowe, uznane za niezbędne przez narody cywilizowane.
Art. 23 Konwencji o jeńcach z 1949 Żaden jeniec wojenny nie może być nigdy wysłany do okręgów lub zatrzymany w okręgach, w których byłby narażony na ostrzeliwanie ze strefy walk, ani nie może być użyty do ochraniania swoją obecnością pewnych punktów lub okręgów przed działaniami wojennymi.
I Protokół Dodatkowy z 1977 w sprawie konfliktów międzynarodowych art. 75. 2. Następujące czyny są i pozostają zakazane zawsze i wszędzie, niezależnie od tego, czy dokonane zostaną przez funkcjonariuszy cywilnych czy wojskowych:
(a) zamachy na życie, na zdrowie albo na równowagę fizyczną lub psychiczną (...) a zwłaszcza:
(I) zabójstwo;
(II) tortury we wszelkich postaciach, fizyczne i psychiczne;
(III) kary cielesne oraz
(IV) okaleczenia; (...)
(c) branie zakładników;
(d) kary zbiorowe,
(e) groźba popełnienia jednego z czynów wyżej wymienionych.
II Protokół w sprawie konfliktów wewnętrznych w art. 4. 2 (...) są i pozostają zabronione zawsze i wszędzie:
(a) zamachy na życie, zdrowie lub fizyczną albo psychiczną równowagę osób, zwłaszcza zabójstwa, jak też okrutne traktowanie, takie jak tortury, okaleczenia lub wszelkie postacie kar cielesnych;
(b) kary zbiorowe;
(c) branie zakładników;
(d) działania terrorystyczne; (...)
(h) groźba popełnienia któregokolwiek z wymienionych czynów.
Statut Międzynarodowego Trybunału Karnego w artykule 8. 2. Dla celów niniejszego statutu „zbrodnie wojenne” oznaczają: (a) poważne naruszenia Konwencji Genewskich z dnia 12 sierpnia 1949 r., mianowicie jakiekolwiek z wymienionych poniżej działań skierowanych przeciwko ludziom lub dobrom chronionym na podstawie postanowień odpowiedniej Konwencji Genewskiej:
(I)	zamierzone zabójstwo; (...)
(VIII)	branie zakładników;
Z wcześniejszych przepisów zakaz ten interpretować można z regulaminów wojny lądowej z 1899 i 1907 art. 46 Honor i prawa rodzinne, życie jednostek i własność prywatna, jak również przekonania religijne i wykonywanie obrządków religijnych, winny być uszanowane. i art. 50 Żadna zbiorowa kara pieniężna lub inna nie może być nałożoną na ludność za postępki jednostek, za które nie można jej czynić solidarnie odpowiedzialną.
W Kodeksie Karnym z 1997 zakazuje tego art. 123:
§ 1. Kto, naruszając prawo międzynarodowe, dopuszcza się zabójstwa wobec:
1) osób, które składając broń lub nie dysponując środkami obrony poddały się,
2) rannych, chorych, rozbitków, personelu medycznego lub osób duchownych,
3) jeńców wojennych,
4) ludności cywilnej obszaru okupowanego, zajętego lub na którym toczą się działania zbrojne, albo innych osób korzystających w czasie działań zbrojnych z ochrony międzynarodowej, podlega karze pozbawienia wolności na czas nie krótszy od lat 12, karze 25 lat pozbawienia wolności albo karze dożywotniego pozbawienia wolności.
§ 2. Kto, naruszając prawo międzynarodowe, powoduje u osób wymienionych w § 1 ciężki uszczerbek na zdrowiu, poddaje te osoby torturom, okrutnemu lub nieludzkiemu traktowaniu, dokonuje na nich, nawet za ich zgodą, eksperymentów poznawczych, używa ich do ochraniania swoją obecnością określonego terenu lub obiektu przed działaniami zbrojnymi albo własnych oddziałów lub zatrzymuje jako zakładników, podlega karze pozbawienia wolności na czas nie krótszy od lat 5 albo karze 25 lat pozbawienia wolności.